# Ex Wives Club
Ex Wives Club is een televisieprogramma over echtscheiding uitgezonden in 2007 op RTL 5 en gepresenteerd door Rosalie van Breemen, Esther Blinker en Sylvana Simons.
In dit televisieprogramma helpen Van Breemen, Blinker en Simons andere gescheiden vrouwen met het starten van een nieuw hoofdstuk in hun leven.
Het programma is de Nederlandse variant van The Ex-Wives Club uitgezonden door ABC.